# Russelia standleyi
Russelia standleyi är en grobladsväxtart som beskrevs av Carlson. Russelia standleyi ingår i släktet Russelia och familjen grobladsväxter. Inga underarter finns listade i Catalogue of Life.